# Diplazium doodinervium
Diplazium doodinervium là một loài dương xỉ trong họ Athyriaceae. Loài này được Yabe, Mats. & Hayata mô tả khoa học đầu tiên năm 1906.
Danh pháp khoa học của loài này chưa được làm sáng tỏ. 